# Seguezha
Seguezha (ruso: Сеге́жа; carelio: Segeža) es una ciudad de la república rusa de Carelia, capital del raión homónimo en el centro-este de la república.
En 2019, la localidad tenía una población de 26 241 habitantes.
La localidad tiene su origen en 1694 cuando, tras la sublevación del monasterio de Solovetsky, se fundó en esta zona un monasterio, en torno al cual se crearon pequeñas comunidades rurales que acabaron formando en el siglo XIX un vólost con el nombre de "Vygozerski". La actual localidad se fundó en 1914 al agruparse las aldeas en un poblado ferroviario del ferrocarril de Murman. En la década de 1930 se desarrolló como un centro industrial en torno al canal Mar Blanco-Báltico y recibió el estatus de ciudad en 1943.
Se ubica en la orilla noroccidental del lago Vygózero, unos 200 km al norte de la capital republicana Petrozavodsk sobre la carretera E105 que lleva a Múrmansk.